# Auckland Marathon
Auckland Marathon och halvmaraton är ett årligt återkommande maratonlopp som hålls i Auckland, Nya Zeeland. Loppet äger rum i oktober eller i början av november, då det är vår i Nya Zeeland. Loppets höjdpunkt (i dubbel bemärkelse) är för många sträckan över Auckland Harbour Bridge, som innebär uppförslöpning på 33 meter, till brons högsta punkt. 2008 års lopp äger rum söndagen 2 november.

## Sträckning
Loppet börjar vid kusten, i North Shoreförorten Devonport, och fortsätter genom förorterna Takapuna och Northcote, innan man kommer fram till Harbour Bridge och börjar närma sig målet i Victoria Park.
För halvmaratonlöparna innebär detta slutet på loppet, medan det för maratonlöparna blir till att fortsätta österut, genom Viaduct Harbour och längs Tamaki, fram till vändpunkten vid Saint Heliers Bay. Loppet går sedan tillbaka samma väg till Victoria Park.

## Historia
Det första maratonloppet i Auckland arrangerades i juni 1936, och gick då längs kusten. Loppet blev dock inte ett årligt arrangemang förrän på 1960-talet, och det var inte förrän 1992 som man Harbour Bridge användes.
I september 2006 blev banans sträckning kontrollmätt och officiellt godkänd av Bob Braid. Detta innebar att de löpare som gjorde tillräckligt bra ifrån sig nu kunde kvalificera sig till internationella lopp, som VM i friidrott. 
2006 års lopp ägde rum 29 oktober. Herrklassen vanns av Dale Warrander, som sprang på 2 tim., 17 min. och 43 sek. Damklassen vanns av Tracey Clissold, som sprang på 2 tim., 50 min. och 47 sek.
2007 års lopp ägde rum 28 oktober. Herrklassen vanns av Matt Smith, som sprang på 2 tim., 20 min. och 41 sek. Damklassen vanns av Ady Ngawati som sprang på 2 tim., 49 min. och 5 sek.
2008 års lopp ägde rum 2 november. Snabbaste man blev Ben Ruthe, med tiden 2 tim., 28 min. och 11 s. Snabbaste kvinna blev Ady Ngawati, med tiden 2 tim., 46 min. och 47 sek.